# Président des États-Unis
Pour le groupe de rock, voir The Presidents of the United States of America.
Le président des États-Unis d'Amérique (en anglais : President of the United States of America, parfois abrégé par l'acronyme POTUS ou PUS) est le chef de l'État et du gouvernement des États-Unis en tant que chef du pouvoir exécutif, pouvoir prévu par la Constitution des États-Unis aux côtés des pouvoirs législatif et judiciaire du gouvernement fédéral. Il est également le commandant en chef des forces armées.
Le pays est une république à régime présidentiel et fédéral, avec un système complexe de freins et contrepoids (checks and balances) visant à assurer l'équilibre des trois pouvoirs. C'est ainsi que le président sélectionne les candidats aux postes gouvernementaux membres ou non du cabinet (exécutif) mais leur nomination dépend du Sénat (législatif). Il en va de même pour les juges de la Cour suprême (judiciaire). Inversement, le Congrès (législatif) dispose d'un droit d'opposition (majorité des deux tiers de la Chambre des représentants et du Sénat) à un veto du président. Il peut aussi engager une procédure de destitution (impeachment) du président. La Cour suprême (judiciaire) peut, elle, déclarer inconstitutionnelle une loi proposée par le président ou la Chambre des représentants.
Le président est élu tous les quatre ans en même temps que le vice-président (généralement en fin d'années bissextiles) au suffrage universel indirect. Son mandat débute le 20 janvier de l'année suivante et dure quatre ans (avant 1937, le mandat présidentiel commençait le 4 mars). Il ne peut se représenter que pour un second mandat, de façon consécutive ou non.
Le président des États-Unis actuellement en fonction est le républicain Donald Trump depuis le 20 janvier 2025.

## Histoire

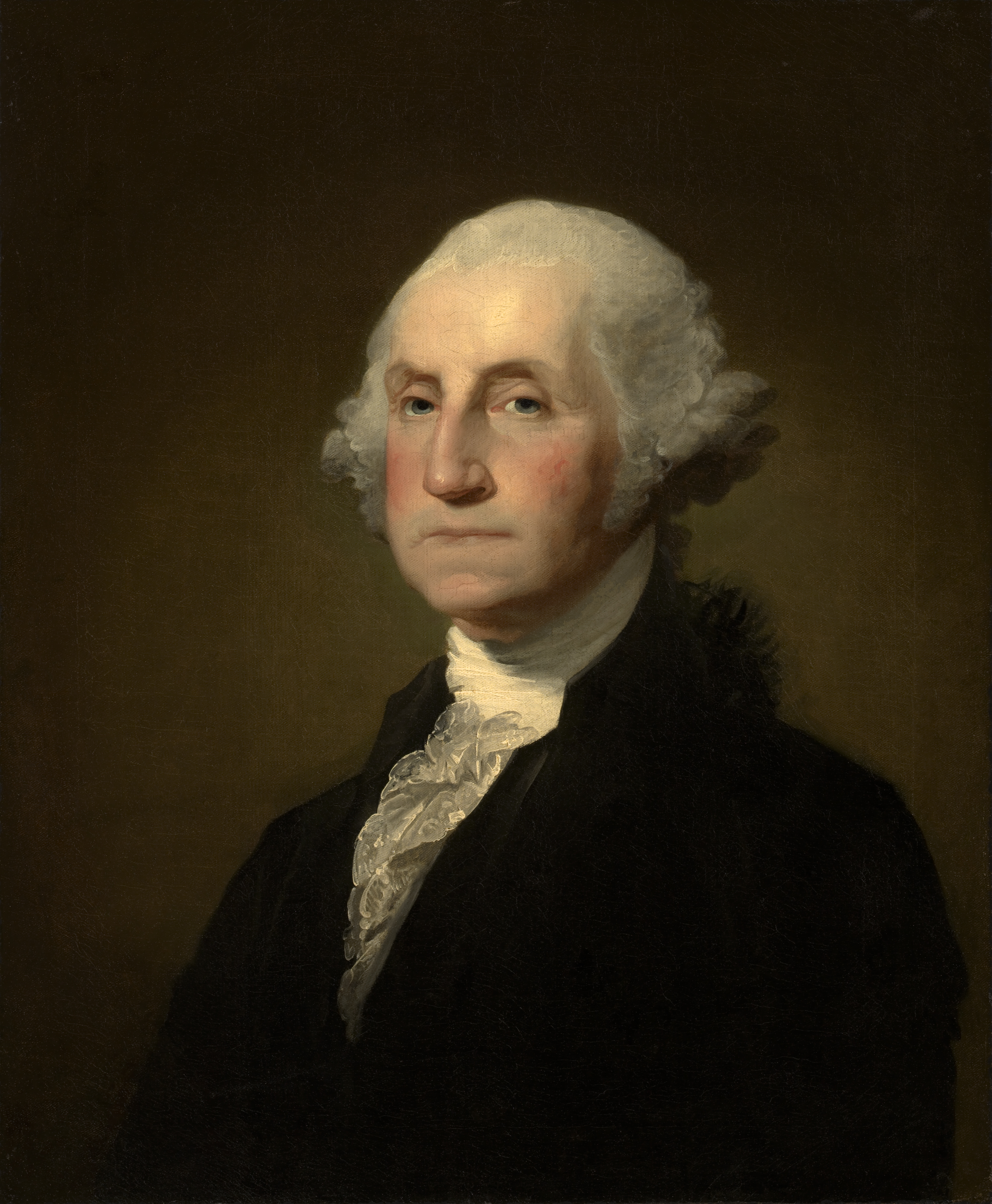
George Washington, premier président des États-Unis.

En tant que premier président de la nation, George Washington a établi de nombreuses normes qui viendraient définir le poste,. Sa décision de prendre sa retraite après deux mandats a contribué à dissiper les craintes que la nation ne se transforme en monarchie, et a établi un précédent qui ne sera brisé qu'en 1940 et sera finalement rendu permanent par le vingt-deuxième amendement. À la fin de sa présidence, les partis politiques s'étaient développés, avec John Adams battant Thomas Jefferson en 1796, la première élection présidentielle véritablement disputée. Après que Jefferson eut vaincu Adams en 1800, lui et ses compatriotes de Virginie James Madison et James Monroe serviraient chacun deux mandats, dominant finalement la politique du pays pendant l'ère des bons sentiments jusqu'à ce que le fils d'Adams, John Quincy Adams, remporte les élections en 1824 après la scission du Parti démocrate-républicain.
L'élection d'Andrew Jackson en 1828 a été une étape importante, car Jackson ne faisait pas partie de l'élite de Virginie et du Massachusetts qui avait occupé la présidence pendant ses 40 premières années. La démocratie jacksonienne a cherché à renforcer la présidence aux dépens du Congrès, tout en élargissant la participation du public (masculin et blanc à l'époque) à mesure que la nation s'étendait rapidement vers l'ouest. Cependant, son successeur, Martin Van Buren, est devenu impopulaire après la panique de 1837, et la mort de William Henry Harrison et les mauvaises relations qui ont suivi entre John Tyler et le Congrès ont conduit à un affaiblissement supplémentaire du bureau. Y compris Van Buren, au cours des 24 années entre 1837 et 1861, six mandats présidentiels seraient remplis par huit hommes différents, sans qu'aucun ne soit réélu. Le Sénat a joué un rôle important au cours de cette période, le Grand Triumvirat d'Henry Clay, Daniel Webster et John C. Calhoun jouant un rôle clé dans l'élaboration de la politique nationale dans les années 1830 et 1840 jusqu'à ce que les débats sur l'esclavage commencent à séparer la nation dans les années 1850,.
Le leadership d'Abraham Lincoln pendant la guerre civile a conduit les historiens à le considérer comme l'un des plus grands présidents de la nation. Il est réélu en 1864, faisant de lui le premier président à être élu à un second mandat depuis Jackson en 1832,. Après l'assassinat de Lincoln, son successeur, Andrew Johnson, a perdu tout soutien politique et a été presque démis de ses fonctions, le Congrès restant puissant pendant les deux mandats de la présidence du général de la guerre civile Ulysses S. Grant. Après la fin de la reconstruction, Grover Cleveland deviendra finalement le premier président démocrate élu depuis avant la guerre, se présentant à trois élections consécutives (1884, 1888, 1892) et remportant deux fois. En 1900, William McKinley est devenu le premier titulaire à être réélu depuis Grant en 1872.
Après l'assassinat de McKinley, Theodore Roosevelt est devenu une figure dominante de la politique américaine. Les historiens pensent que Roosevelt a changé de façon permanente le système politique en renforçant la présidence, avec quelques réalisations clés, notamment la rupture des fiducies, le conservatisme, les réformes du travail, rendant le caractère personnel aussi important que les problèmes et choisissant son successeur, William Howard Taft. La décennie suivante, Woodrow Wilson a mené la nation à la victoire pendant la Première Guerre mondiale, bien que la proposition de Wilson pour la Société des Nations ait été rejetée par le Sénat. Warren Harding, bien que populaire au pouvoir, verra son héritage terni par des scandales, en particulier Teapot Dome, et Herbert Hoover deviennent rapidement très impopulaires après avoir échoué à atténuer la Grande Dépression.

## Élection

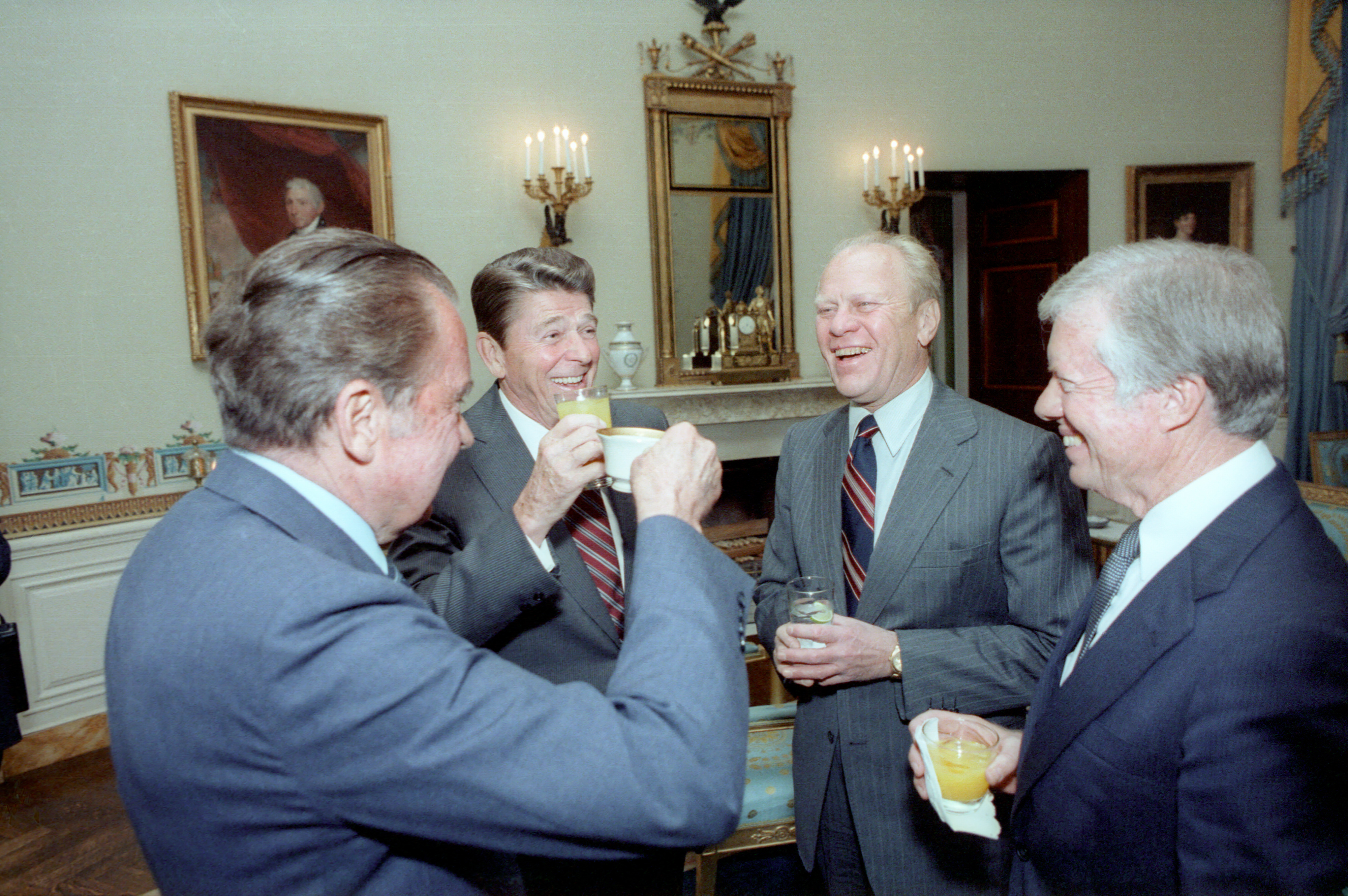
Photographie prise le 8 octobre 1981 du président Ronald Reagan, alors en fonction, recevant ses prédécesseurs Richard Nixon, Gerald Ford et Jimmy Carter.

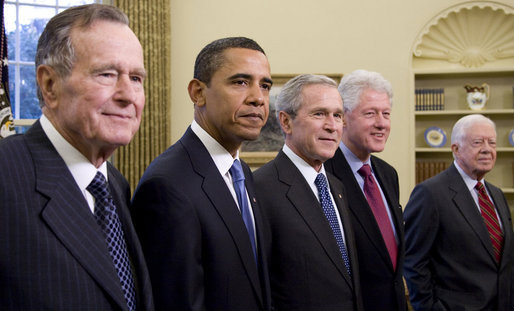
Photographie prise le 7 janvier 2009 de cinq présidents : George H. W. Bush, Barack Obama (président élu), George W. Bush, Bill Clinton et Jimmy Carter.

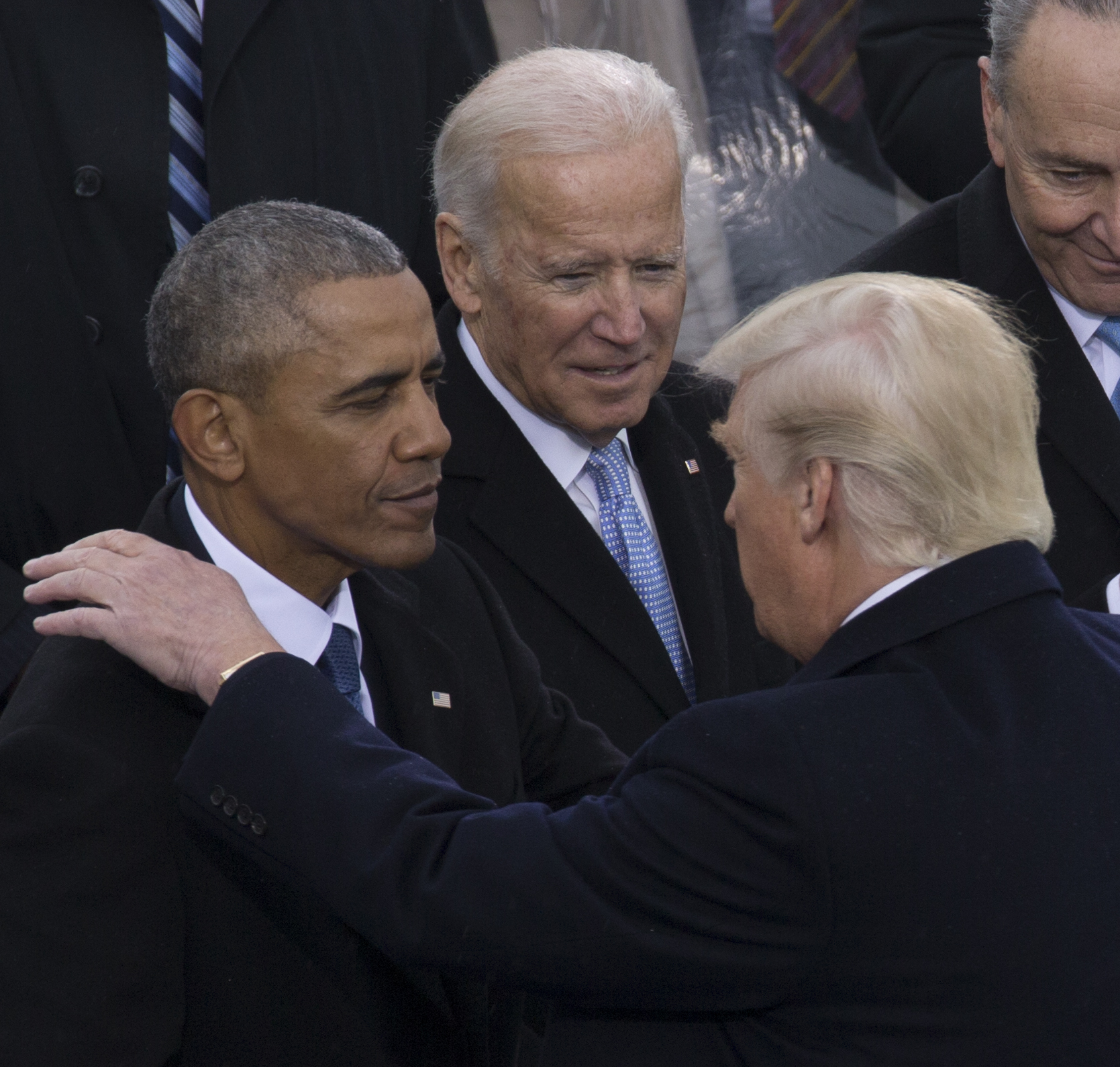
Barack Obama et Joe Biden (alors vice-président sortant) aux côtés de Donald Trump lors de son investiture, le 20 janvier 2017.

### Éligibilité
La Constitution américaine requiert que le candidat à la présidence :
- soit un citoyen né américain ;
- ait au moins 35 ans ;
- ait été résident permanent aux États-Unis pendant les quatorze dernières années.

Une personne ne peut être candidate si :
- elle a déjà accompli deux mandats (XXIIe amendement) ;
- elle a été la cible d'une procédure d'impeachment menée jusqu'à son terme et s'étant conclue par une destitution votée par le Sénat à l'issue du procès ;
- elle a prêté serment de défendre la Constitution et que par la suite elle s'est rebellée contre les États-Unis.

### Modalités d'élection
Le président des États-Unis est élu au suffrage universel indirect : les électeurs ne votent pas pour le président, mais pour un grand électeur. C'est le collège électoral, formé de l'ensemble des grands électeurs (Electoral College), qui élit le président et le vice-président qui forment ensemble un « ticket ».

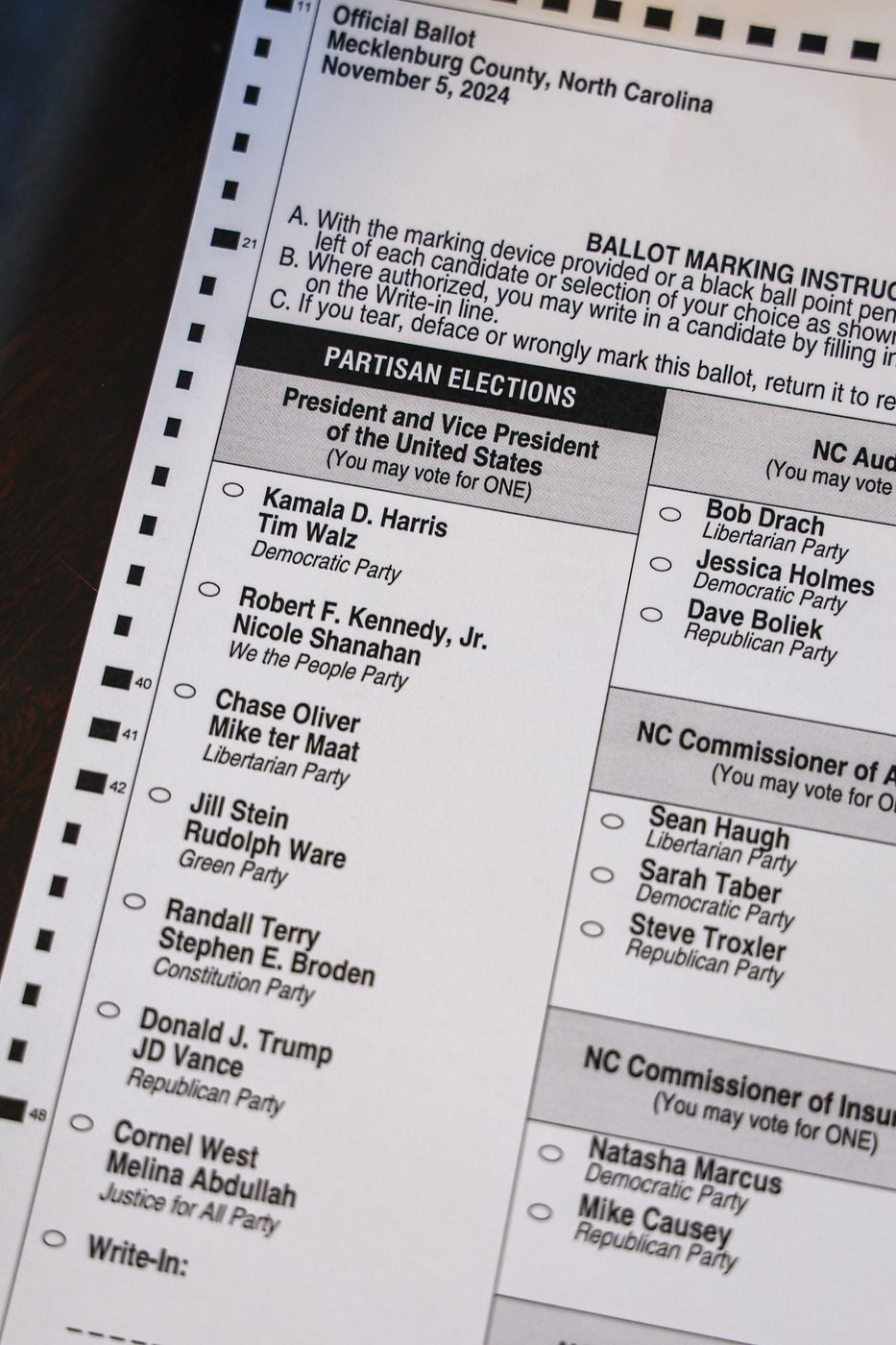
Bulletin de vote en Caroline du Nord pour les différentes élections américaines de 2024. Le nom du président candidat est écrit en haut, celui du vice-président juste en dessous, et le parti politique en dessous du vice-président

Il faut se rappeler que les États-Unis sont une fédération d'États : ce sont 13 États qui se sont unis en 1776, et les pères fondateurs ont cherché à assurer un équilibre entre l'égalité de l'ensemble des États entre eux et un poids des États proportionnel à leur population. Au Congrès, ce compromis a été atteint en ayant une Chambre des députés (House of Representatives) où chaque État possède des représentants au prorata de la population et un Sénat où chaque État possède deux sénateurs, quelle que soit sa population. Pour conserver cet esprit d'équilibre entre l'égalité des États et l'égalité des citoyens, les pères fondateurs imaginèrent ce système de vote indirect.
Chacun des États a droit à deux grands électeurs plus un certain nombre au prorata de la population de l'État. Des territoires, comme Washington, D.C., ont également droit à un certain nombre de grands électeurs. Les sept États les moins peuplés — l'Alaska, le Dakota du Nord, le Dakota du Sud, le Delaware, le Montana, le Vermont et le Wyoming — n'ont droit qu'à trois grands électeurs (le minimum) tandis que le plus peuplé, la Californie, a droit à 55 grands électeurs.
La pratique appelée winner-take-all (« Le vainqueur emporte tout ») fait que l'ensemble des grands électeurs d'un État reviennent obligatoirement au candidat qui a reçu le plus de suffrages dans cet État.
En 2000, le candidat démocrate Al Gore a obtenu plus de votes que son adversaire républicain George W. Bush. En nombre de voix au grand collège, il manquait 25 voix à Bush pour être élu et une seule voix à Gore, alors que tout le monde était en attente des résultats en Floride. Gore avait gagné les grands États (Californie, New York) par de confortables majorités (le Texas était allé à Bush) mais la Floride, avec ses 25 grands électeurs dans la balance, a été gagnée par Bush avec une faible majorité (environ 500 voix) dans une atmosphère de grande confusion (machines à voter pas très fiables, cessation du décompte manuel des votes sur ordre du gouverneur de l'État, le frère de Bush). In fine, les 25 voix sont allées à Bush qui a gagné l'élection par une voix de majorité au collège électoral.
En 2004, en revanche, la réélection de Bush a donné lieu au plus grand nombre de suffrages populaires de l'histoire électorale américaine et confirmait une polarisation extrême de la carte électorale du pays selon les couleurs des États.
En 2008, la victoire de Barack Obama est perçue comme étant un événement historique : il est le premier métis afro-américain à devenir président des États-Unis.
En 2012, Barack Obama est réélu avant même d'avoir obtenu les résultats de l'élection en Floride. Il emporte 11 Swing state, contre un seul pour le candidat républicain Mitt Romney.
En 2016, Donald Trump l'emporte face à la favorite du scrutin Hillary Clinton, pourtant majoritaire au niveau du vote populaire.

### Élection éventuelle du président par la Chambre
Si aucun candidat à la présidence ne recueille la majorité absolue des suffrages (270 en 2008), la Chambre des représentants se réunit immédiatement en session pour élire le président tandis que le Sénat élit le vice-président.
Dans ce cas, les représentants ne peuvent choisir que parmi les trois candidats ayant reçu le plus de suffrages. Chaque délégation d'État dispose d'un seul vote, décidé à la majorité (on considère qu'une délégation parfaitement divisée s'abstient de voter). En outre, les délégations d'au moins deux tiers de tous les États doivent être présentes pour que le vote puisse avoir lieu. Pour être élu, un candidat doit recevoir la majorité absolue des votes des États (actuellement, 35). Si aucune majorité n'est atteinte, la chambre procède à un deuxième vote et continue jusqu'à ce qu'un candidat soit élu.
Une telle situation a plus de chances de se produire quand plus de deux candidats reçoivent des suffrages de grands électeurs, mais peut également se produire si deux candidats reçoivent chacun 269 voix. À ce jour, la Chambre des représentants a élu le président en deux occasions : en 1801 et en 1825.

## Succession et intérim de la présidence
Selon le vingt-cinquième amendement de la Constitution des États-Unis, en cas de décès, de démission, d’empêchement ou de destitution (impeachment), c'est le vice-président des États-Unis qui est en première position pour assurer l'intérim de la fonction ou, le cas échéant, succéder au président et terminer le mandat en cours. En cas d'incapacité du vice-président, la succession s'opère selon un ordre préétabli.

## Pouvoirs

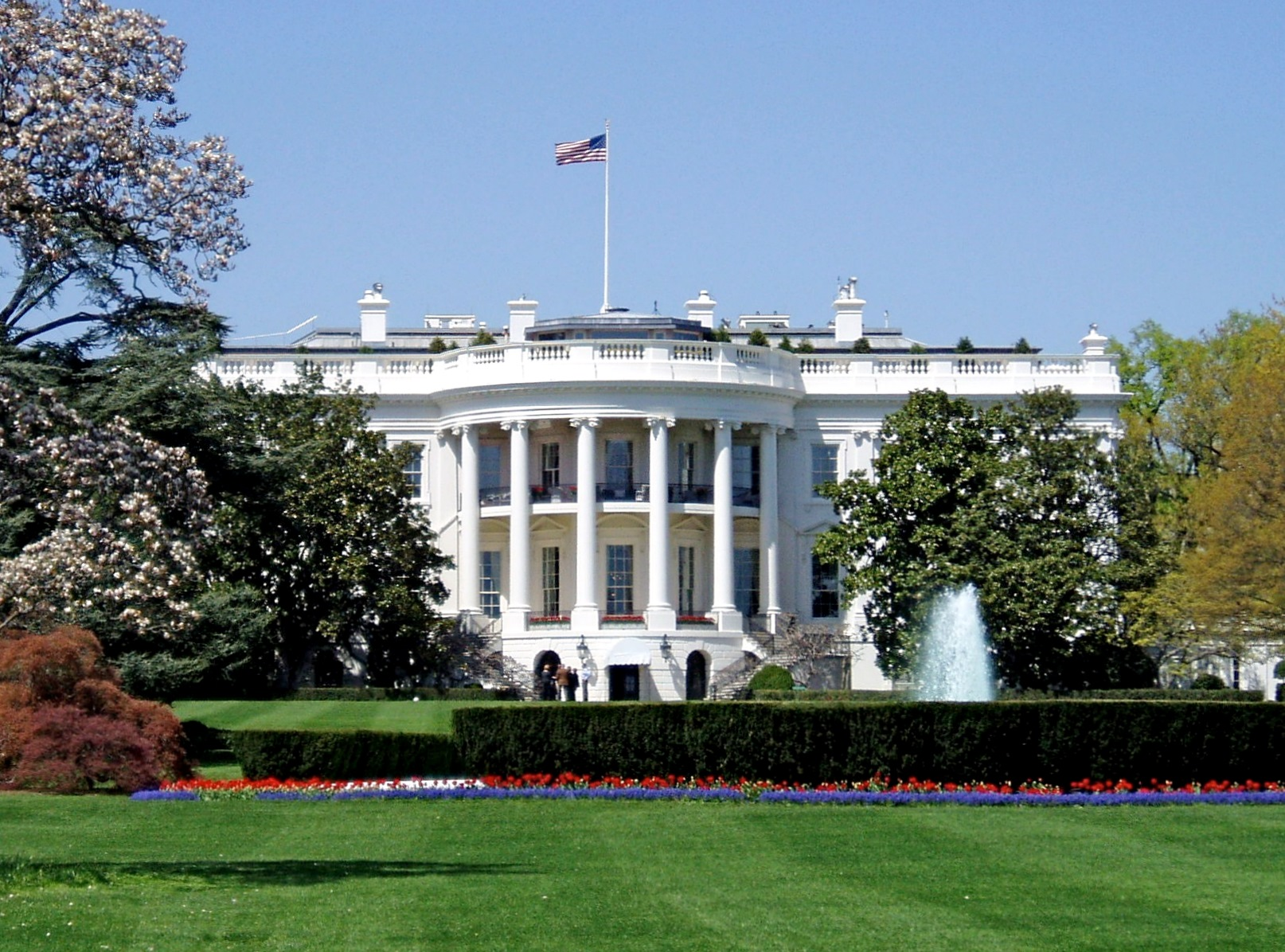
La Maison-Blanche, à Washington.

### Chef de l'État
Le président, chef de l'État, est le symbole de l'unité de la nation. Il assure la continuité et la permanence de l'État. La pratique du lame duck (le président sortant reste en fonction tandis que le président nouvellement élu organise son arrivée au pouvoir) va dans ce sens. Enfin, le président prête le serment « de sauvegarder, protéger et défendre la Constitution ».

### À la tête de la diplomatie américaine
En tant que chef d'État, le président est à la tête de la diplomatie américaine. Sans doute Truman allait-il trop loin lorsqu'il avait affirmé « qu'il faisait la politique étrangère », mais il est vrai que la Constitution attribue un certain nombre de pouvoirs au président, lui conférant le rôle de « diplomate suprême » (Chief Diplomat). Il est, en d'autres termes, le représentant de la nation à l'étranger.

### Symbole de l'unité nationale

Drapeau du président des États-Unis.

Le président est le symbole de l'unité du pays et sa voix, unique, et ce à double titre : tant vers l'intérieur (le rôle du président lors des grandes tragédies nationales est déterminant) que vers l'extérieur. Ainsi, les dernières visites du président George W. Bush en Europe ont, chaque fois, suscité moult spéculations autour de l'état des relations transatlantiques. Le symbole qui s'attache à la figure présidentielle est particulièrement fort ; il suffit pour cela de voir le poids des anciens présidents dans la diplomatie américaine, comme l'attestent les multiples fonctions occupées par le président Jimmy Carter (à l'extérieur — d’où son prix Nobel — comme à l'intérieur, lorsqu'il préside une commission sur l'élection présidentielle en 2004-2005), ou encore le tandem Bush-père/Clinton constitué à la suite du tremblement de terre du 26 décembre 2004 en Asie du Sud-Est.

### Reconnaissance des États
Le président nomme les ambassadeurs et autres représentants de l'État, et il reçoit les diplomates qui sont accrédités auprès de lui. Les présidents ont considéré que cette dernière disposition leur conférait le pouvoir de reconnaître — ou non — les États étrangers. Dans le respect du parallélisme des formes, le président a donc logiquement le pouvoir de mettre un terme aux relations diplomatiques avec un État, comme cela a été le cas avec Cuba, l'Iran et l'Inde. Il peut également se limiter à rappeler un ambassadeur, pour marquer un désaccord. La symbolique d'un tel geste est forte, et pourtant, dans ce domaine, le Sénat n'a aucun autre pouvoir que celui d'avaliser le choix de l'ambassadeur.

### Pouvoir de négocier les traités
Le président a le pouvoir de négocier et de conclure — sous réserve de ratification par les sénateurs — des traités. Il faut noter en outre que les présidents ont pris l'habitude de conclure des « accords en forme simplifiée » (executive agreements) qui ont valeur de traité international en droit interne américain sans en avoir la forme.
Dans le cadre des sole executive agreements, validés par la Cour suprême dès les années 1930 lors d'une affaire concernant un échange de lettres avec l'URSS, le président peut signer des accords avec des puissances étrangères sans que le Sénat ait son mot à dire.

### Commandant en chef des forces armées
En application de l'article 2, section 2 de la Constitution, le président est commandant en chef des armées et de la garde nationale lorsqu'elle est au service des États-Unis. Il est donc à la tête de l'armée et « possède » à ce titre l'initiative et la conduite des opérations militaires.

### Défense du territoire
En temps de paix, le président, commandant en chef des forces armées, peut user de son pouvoir pour maintenir l'ordre, voire le rétablir, à la demande d'un État fédéré. Dès lors, le président a pu lorsque nécessaire — car en principe elle dépend du gouverneur de l’État — réquisitionner la garde nationale, comme l'ont fait Dwight D. Eisenhower en Arkansas en 1957 (pour contrer la ségrégation scolaire à Little Rock), Kennedy au Mississippi et en Alabama en 1962 et 1963 pour des raisons semblables ou encore George W. Bush dans la lutte contre le terrorisme – entendue de manière extensive, puisque des forces de la garde nationale sont, en 2009, en opération au Moyen-Orient et dans les Balkans.

### Engagement des troupes
Malgré l'existence d'une disposition constitutionnelle énonçant que c'est au Congrès que revient la charge de déclarer la guerre (article I, section 8), et malgré l'adoption en 1973 de la loi sur les pouvoirs de guerre (War Powers Act), le pouvoir d'envoyer les troupes au combat revient de facto au président. Bien que cette pratique présidentielle soit vivement contestée, il demeure qu'une distinction a été établie entre le pouvoir de faire la guerre et celui de la déclarer.

### Droit de grâce
Le président, à l'instar de la plupart des chefs d'état[réf. nécessaire], a le droit de grâce pour les crimes fédéraux, hors du cas d'impeachment. Ainsi, le président peut gracier, commuer des sentences — avec ou sans condition — ou proclamer une amnistie. Il peut aussi accorder un sursis pour une durée déterminée ou indéterminée.

### Chef de gouvernement
Les États-Unis étant un pays à régime présidentiel, le président, en plus d’être chef d’État, est également chef de gouvernement. L'essor de l'État-providence, et avec lui la multiplication des départements, des ministères et des administrations, a accru d'autant le pouvoir du président, appelé à diriger un nombre toujours plus vaste de domaines et de personnes. De ce fait, le président jouit d'un vaste pouvoir règlementaire autonome. Et en ce sens, la Cour suprême des États-Unis a joué un rôle déterminant : elle a en effet élaboré une interprétation large des attributions du président en affirmant que le pouvoir d'exécuter les lois n'était rien si le président n'était pas doté des moyens nécessaires pour le faire.

### À la tête de l'administration
Le président dirige le cabinet et plus largement l'administration américaine et pour ce faire, il dispose d'un large pouvoir de nomination que la pratique assortit d'un pouvoir de révocation.

### Pouvoir de nomination
Le président nomme les ambassadeurs, les procureurs de district fédéraux, les consuls, les juges à la Cour suprême (uniquement en cas de décès, de démission, de départ à la retraite ou de destitution de l’un d’entre eux)  et tous les autres fonctionnaires des États-Unis dont la nomination n'est pas prévue par la Constitution, dont les postes seront créés par la loi. Il lui faudra alors obtenir la confirmation du Sénat. À la fin du XIXe siècle, aux fins de mettre un terme au spoils system, le Congrès a voté le Civil Service Act, en 1883, restreignant le pouvoir discrétionnaire (sans sanction sénatoriale) de nomination du président aux plus hauts postes de l'administration, ce qui représente au XXIe siècle environ 10 % des postes de l'administration fédérale. Le reste des nominations se fait sous réserve de confirmation par le Sénat.

### Pouvoir de révocation
S'appuyant de nouveau sur le principe du parallélisme des procédures, le gouvernement fédéral américain a assorti — tout comme l’ont fait à l’occasion d’autres chefs de l’exécutif, dans d’autres pays — le pouvoir de nomination d'un pouvoir de révocation.

### «Législateur»
En application de la théorie de la séparation des pouvoirs (telle que suggérée par Locke et Montesquieu), la fonction législative est exercée par le Congrès et la fonction exécutive par le président. La Constitution ne donne aucune compétence législative au président. Toutefois, le président peut influer sur le programme législatif du Congrès grâce notamment à son pouvoir de persuasion (« The power of the presidency is the power to persuade », le pouvoir de la présidence, c'est le pouvoir de persuader). Son influence provient de son statut essentiel dans le régime et pourra s'exercer à l'occasion du Discours sur l'état de l'Union, discours annuel du président devant le Congrès. Selon une pratique que l'on observe dans nombre de démocraties contemporaines, c'est bien souvent au pouvoir exécutif que revient l'essentiel de l'initiative des lois. C'est le cas aux États-Unis où le président est, de facto, à l'origine de la majorité des projets de lois qu'examine le Congrès.

### Droit de veto
Le président a également la faculté d'empêcher une loi puisqu'il peut, en application de l'article Ier, section 7, de la Constitution, renvoyer un texte de loi soumis à sa signature. La Constitution prévoit que, si le président n'oppose pas son veto à un projet de loi dans les dix jours ouverts suivant sa transmission, ce projet (bill) devient loi (act). Par contre, il peut renvoyer le texte aux chambres en demandant une nouvelle lecture. Ce veto peut être renversé par une majorité des deux tiers dans chacune des chambres.
Un autre veto, plus particulier, existe : il s'agit du pocket veto. Cette forme particulière du veto n'existe qu'aux États-Unis. Si le projet de loi est présenté moins de 10 jours avant la fin de la session du Congrès, alors le président peut décider de ne pas répondre au projet, la loi sera alors promulguée si le président la signe mais dans le cas contraire, elle ne deviendra pas loi. Si le Congrès souhaite réitérer cette loi, il devra reprendre la procédure du début.

### Pouvoir règlementaire d'application
Le président exécute les lois. Pour ce faire, il dispose donc d'un pouvoir règlementaire d'application.

## Après leur mandat
Après leur mandat, les anciens présidents conservent des privilèges et des contraintes. Depuis 1958 et le vote par le Congrès des États-Unis du Former Presidents Act, ils perçoivent une pension (en 2020, elle était de 219 200 dollars par an), des frais de personnel et de location de bureau pour leur secrétariat et le Secret Service leur assure une protection à vie et leur fournissent un chauffeur. Depuis l'assassinat de John Fitzgerald Kennedy, ils n'ont plus l'autorisation de conduire sur la voie publique, dès leur élection et pour toute leur vie. Les présidents après leurs mandats conçoivent leurs bibliothèques présidentielles, qui conservent l'ensemble de leurs archives, et qui sont le plus souvent leurs lieux de sépulture ainsi que de leurs épouses,.

### Anciens présidents encore vivants
À ce jour, les anciens présidents des États-Unis encore vivants sont Bill Clinton, George W. Bush, Barack Obama et Joe Biden dans l'ordre de leur élection.

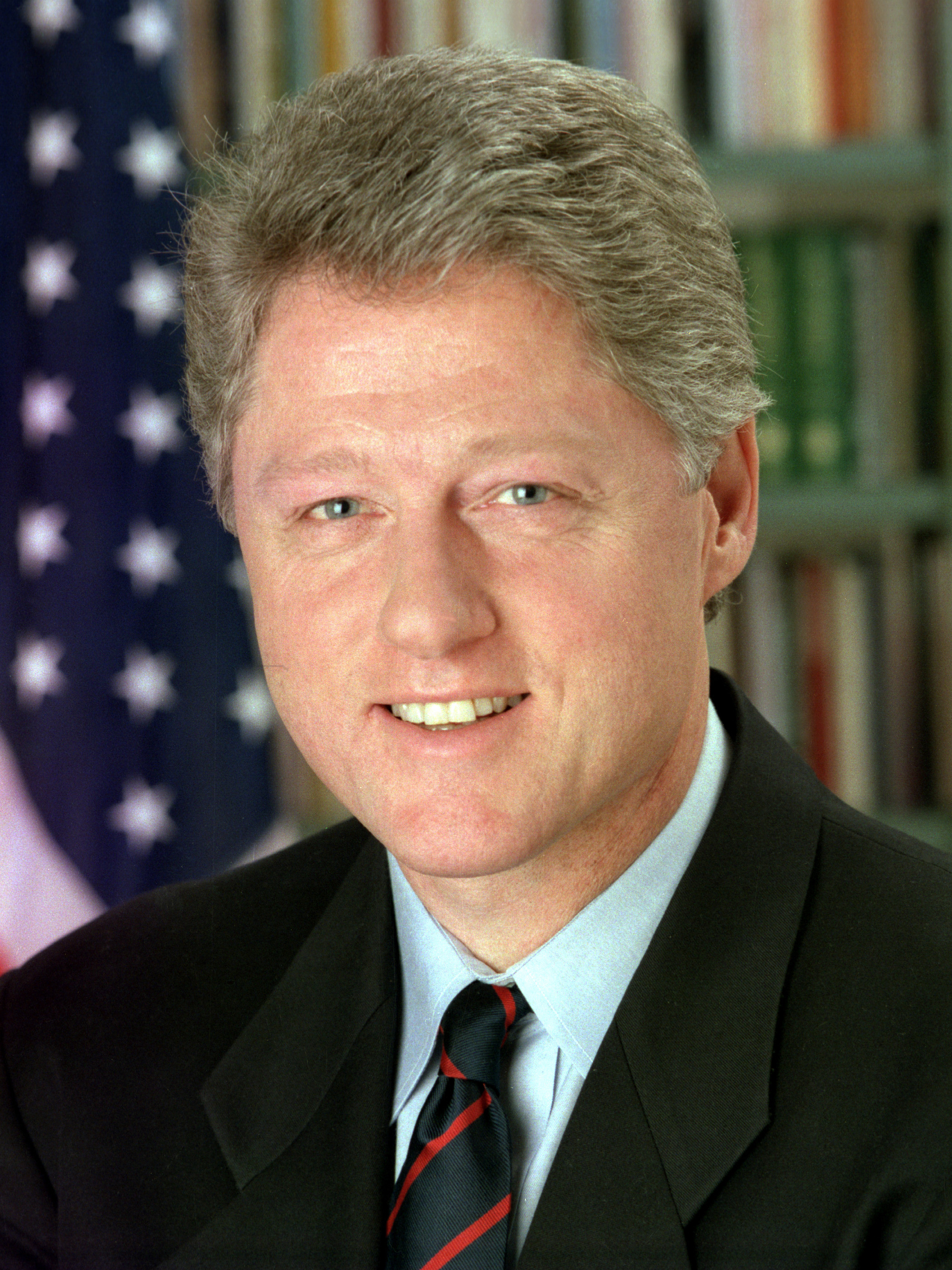
Bill Clinton (démocrate) (1993-2001) 19 août 1946 (78 ans)
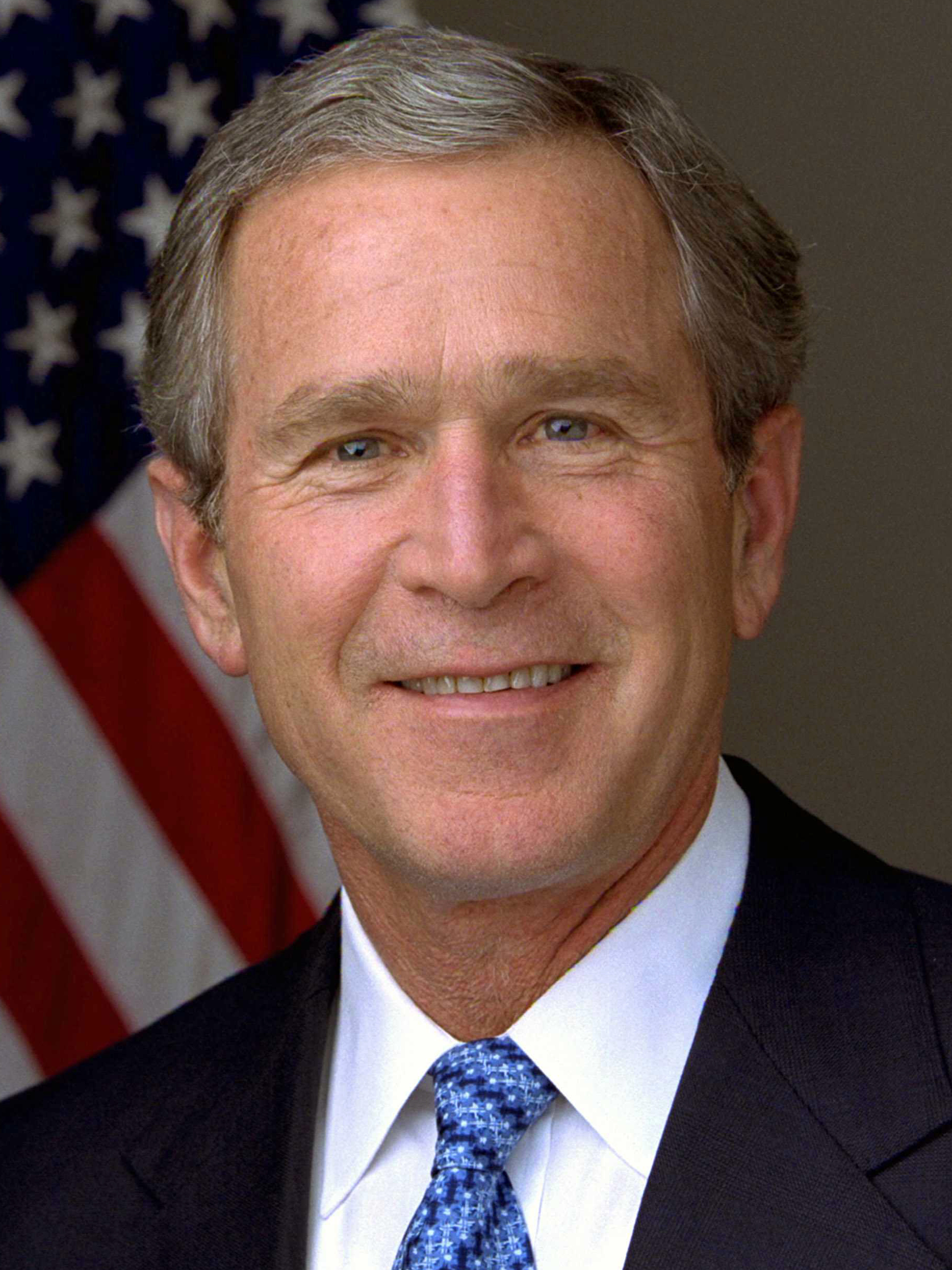
George W. Bush (républicain) (2001-2009) 6 juillet 1946 (79 ans)
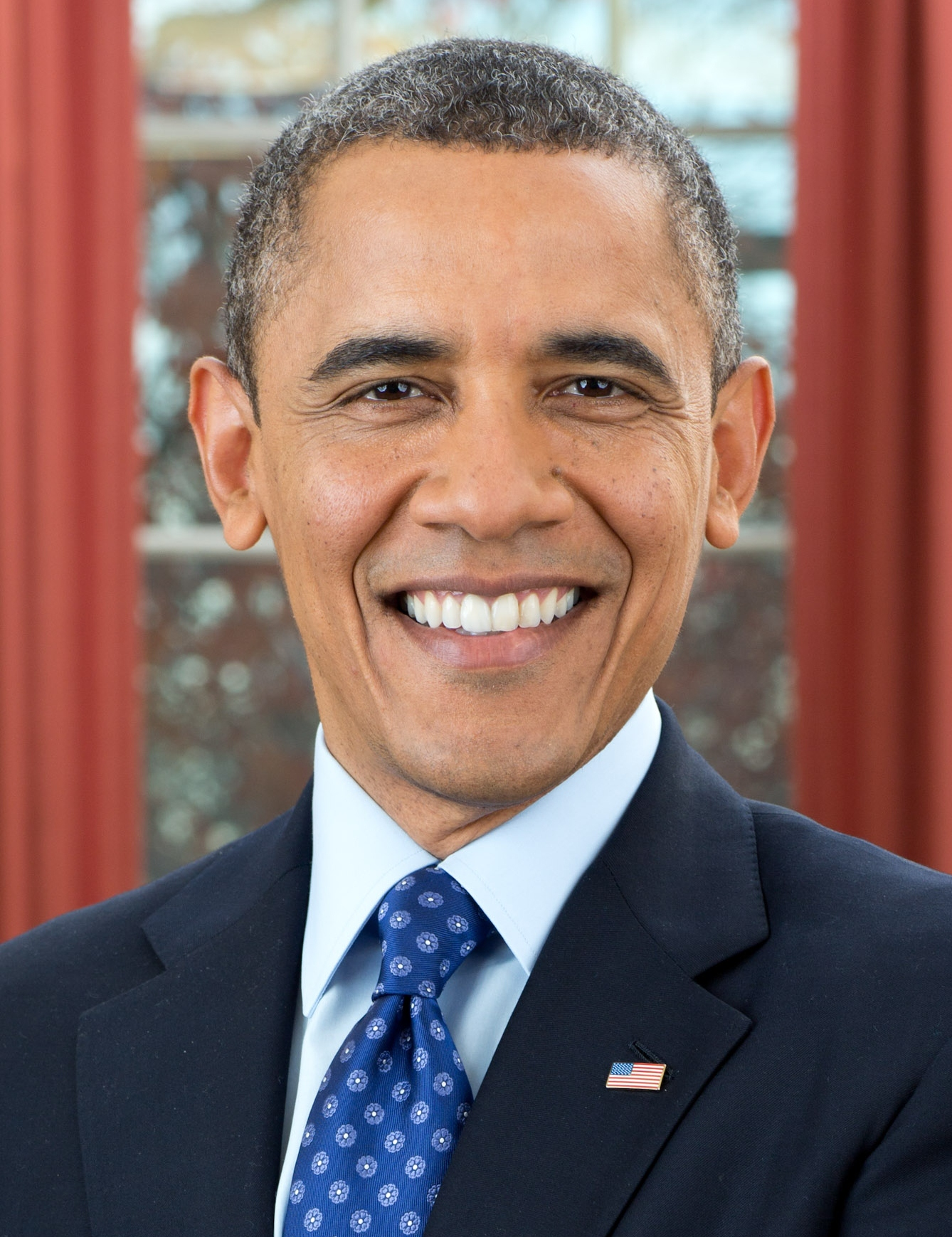
Barack Obama (démocrate) (2009-2017) 4 août 1961 (64 ans)
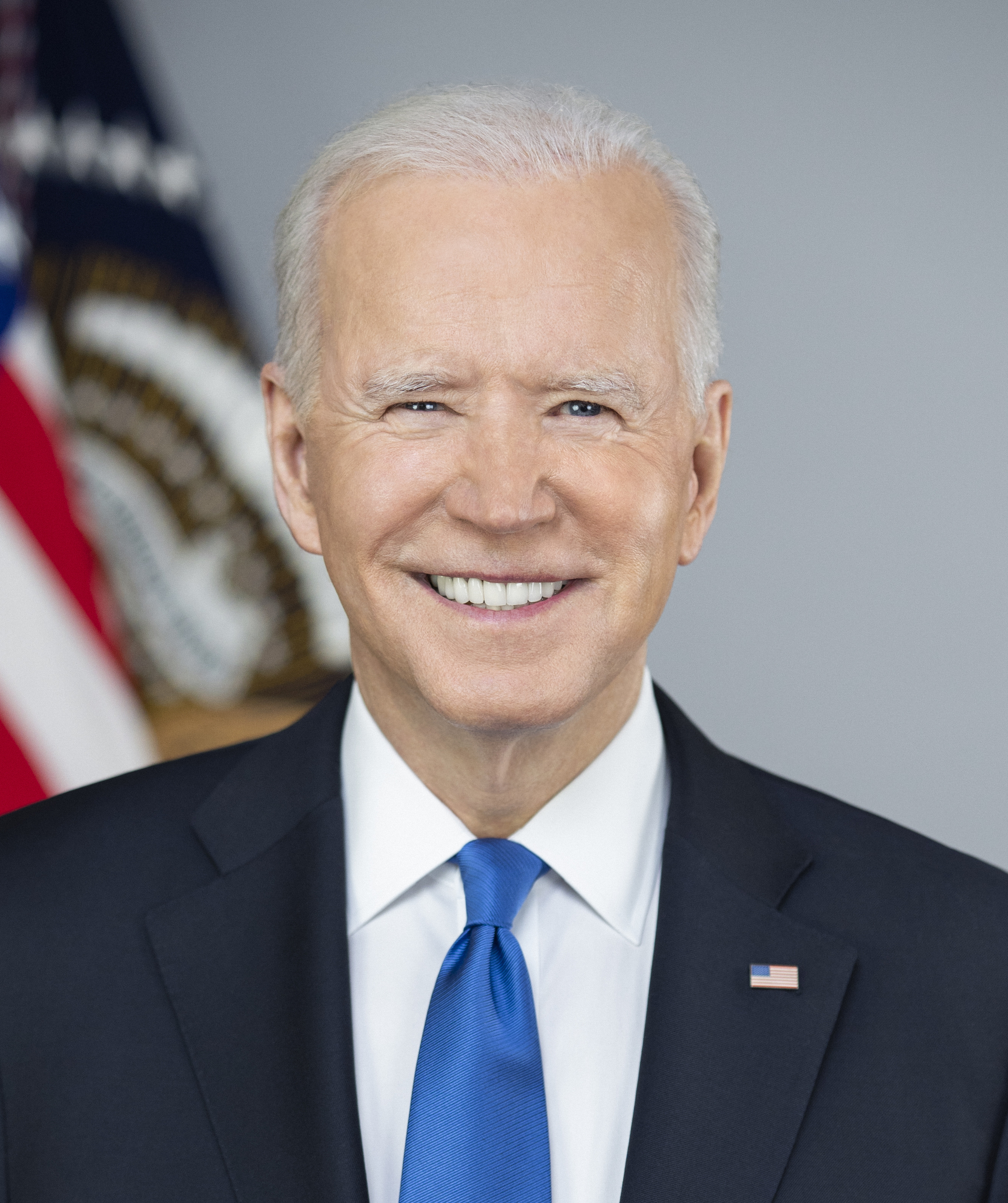
Joe Biden (démocrate) (2021-2025) 20 novembre 1942 (82 ans)